# Jean-Victor Cordonnier
Pour les articles homonymes, voir Cordonnier (homonymie).
Jean-Victor Cordonnier, né le 6 mars 1936 à Bastia et mort le 7 novembre 2019 dans le 5e arrondissement de Marseille, est un homme politique et universitaire français. Il est maire par intérim de Marseille en mai 1986.

## Biographie
Jean-Victor Cordonnier adhère au Parti socialiste en 1971 et est élu au conseil municipal de Marseille en 1977. Réélu en 1983, il devient premier adjoint de Gaston Defferre. À la mort de ce dernier en mai 1986, Jean-Victor Cordonnier assure brièvement l'intérim et demeure premier adjoint du nouveau maire Robert Vigouroux jusqu'aux élections de 1989.
Il meurt en novembre 2019 à l’âge de 83 ans.